# Azerbeidzjaanse manat
De manat is de munteenheid van Azerbeidzjan. Eén manat is verdeeld in honderd kepik.
Het woord manat komt van het Russische монета ("munt"), hetgeen is afgeleid van het Latijnse moneta ("geld").
Munten zijn er van 1, 3, 5, 10, 20 en 50 kepik. Het papiergeld is beschikbaar in biljetten van 1, 5, 10, 20, 50, 100, 200 en 500 manat.
De Russische roebel werd ook in Azerbeidzjan tot 1918 gebruikt. Het gebied van Azerbeidzjan was tijdens de Eerste Wereldoorlog verdeeld, zodat in dit gebied vier munteenheden werden gebruikt, namelijk de Trans-Kaukasische republiek roebel, de Azerbeidzjaanse republiek roebel, de Azerbeidzjaanse Sovjet roebel en de Trans-Kaukasische roebel. Na hyperinflatie waarbij zelfs een biljet van 1.000.000.000 roebel werd gedrukt, werd in 1924 de Russische roebel weer ingevoerd.
Na het uiteenvallen van de Sovjet-Unie en de onafhankelijkheid van Azerbeidzjan werd de huidige munteenheid ingevoerd op 22 november 1993 met een verhouding van 10 roebel = 1 manat.
In januari 2006 is de munt vervangen door de nieuwe manat, waarbij de omruilverhouding 5000:1 was. Ook werden er weer munten ingevoerd. Voorlopig worden de oude manat biljetten nog geaccepteerd. Het ontwerp en de stijl van de nieuwe bankbiljetten zijn op de euro gebaseerd.

## Wisselkoersbeleid
De Centrale Bank van Azerbeidzjan heeft de waarde van de manat lange tijd gekoppeld aan die van de Amerikaanse dollar. Tot 19 februari 2015 was de wisselkoers zo’n 0,78 manat per dollar. Door de lagere olieprijs, Azerbeidzjan is voor 95% van de exportopbrengsten afhankelijk van de uitvoer van olie en aardgas, was deze vaste verhouding niet meer vol te houden en de koers devalueerde met zo’n 25% naar 1,05 manat per dollar. In december 2015 liet de centrale bank ook deze wisselkoers los waardoor de waarde nog eens met 30% daalde naar 1,55 per dollar. De centrale bank laat de koers nu zweven.

## Trivia
Ook in Turkmenistan, eveneens een voormalige Sovjetrepubliek, heet de munteenheid manat; zie Turkmeense manat.